# Eubaphe weyenberghii
Eubaphe weyenberghii är en fjärilsart som beskrevs av Pieter Cornelius Tobias Snellen 1878. Eubaphe weyenberghii ingår i släktet Eubaphe och familjen mätare. Inga underarter finns listade i Catalogue of Life.